# Pakistanske rupier
Den pakistanske rupi er den officielle valuta i Pakistan. Den opdeles i 100 paisa, hvilket ikke længere er særlig aktuelt som følge af inflationen.
Den internationale ISO 4217 kode for den pakistanske rupi er PKR.